# Résolution 1019 du Conseil de sécurité des Nations unies
 (juillet 2024).
Si vous disposez d'ouvrages ou d'articles de référence ou si vous connaissez des sites web de qualité traitant du thème abordé ici, merci de compléter l'article en donnant les références utiles à sa vérifiabilité et en les liant à la section « Notes et références ».
Membres permanents
- Chine
- États-Unis
- France
- Royaume-Uni
- Russie

Membres non permanents
- Allemagne
- Argentine
- Botswana
- Honduras
- Indonésie
- Italie
- Nigéria
- Oman
- République tchèque
- Rwanda

Résolution no 1018 Résolution no 1020
La résolution 1019 du Conseil de sécurité des Nations unies, adoptée à l'unanimité le 9 novembre 1995, après avoir rappelé les résolutions 1004 (1995) et 1010 (1995) sur la situation en Bosnie-Herzégovine et 1009 (1995) concernant la Croatie, a condamné des violations du droit international humanitaire en ex-Yougoslavie. 
Le Conseil de sécurité a regretté que les Serbes de Bosnie n'aient pas respecté les résolutions susmentionnées. Des violations des droits de l'homme et des massacres, des détentions illégales, des cas de travail forcé, des viols et des déportations ont été signalés à Srebrenica, Banja Luka et Sanski Most. De plus, l'Opération des Nations unies pour le rétablissement de la confiance (ONURC) et les agences humanitaires ont fait état de violations dans les secteurs Ouest, Nord et Sud de la Croatie, notamment d'incendies de maisons, de pillages et de meurtres. Le Conseil a également condamné les Serbes de Bosnie pour ne pas avoir permis au Comité international de la Croix-Rouge d'avoir accès aux personnes déplacées et aux prisonniers.
Toutes les violations du droit international humanitaire et des droits de l'homme en ex-Yougoslavie ont été condamnées et toutes les parties ont été tenues de respecter leurs obligations. Les Serbes de Bosnie devaient également permettre l'accès des personnes déplacées, des prisonniers et des personnes disparues, respecter leurs droits, leur sécurité et assurer leur libération immédiate. En outre, la résolution exigeait la fermeture de tous les camps de détention en Bosnie-Herzégovine.
Entre-temps, le gouvernement croate devait veiller à ce que les violations du droit humanitaire et des droits de l'homme cessent et que les coupables de toute violation soient punis. Les droits de la population serbe devaient être respectés, y compris le rapatriement des réfugiés. La Croatie ne devait pas imposer de limite de temps au retour des réfugiés pour réclamer leurs biens.
Tous les pays, en particulier sur le territoire de l'ex-Yougoslavie, devaient coopérer avec le Tribunal pénal international pour l'ex-Yougoslavie créé par la résolution 827 (1993) et répondre aux demandes de la chambre de première instance. Les parties, en particulier les Serbes de Bosnie, ont reçu pour instruction de ne pas détruire, altérer, dissimuler ou endommager les preuves de violations du droit international humanitaire. Enfin, le secrétaire général Boutros Boutros-Ghali a été prié de tenir régulièrement le Conseil de sécurité informé de la situation.

## Voir également